# Associação Prudentina de Esportes Atléticos
A Associação Prudentina de Esportes Atléticos, é um clube social, esportivo e recreativo, e foi um clube de futebol da cidade de Presidente Prudente, interior do estado de São Paulo. Fundada em 26 de outubro de 1936, suas cores são preto, vermelho e branco. Foi campeã da Terceira Divisão (atual A-3) em 1960 e campeã da Segunda Divisão (atual A-2) em 1961. Totalizou 18 participações no Campeonato Paulista de Futebol.

## História
A Prudentina foi a equipe de futebol profissional de Presidente Prudente que mais tempo permaneceu na Primeira Divisão do estadual paulista: foram seis anos, de 1962 a 1967.Em 1964 a Prudentina utilizou seus jogadores que atuavam a preliminar, assim fazendo uma campanha muito boa terminando em 12°com uma atuação de “Geraldinho” “Coité” assim tirando a Prudentina do rebaixamento. Mandava seus jogos no Estádio Félix Ribeiro Marcondes, de sua propriedade, com capacidade para 15 000 espectadores aproximadamente. Esse estádio não existe mais, foi demolido, e sua área  utilizada na expansão da área social do clube.
Nos dias atuais, a equipe prudentina voltou-se totalmente aos esportes amadores, onde obteve vitórias expressivas para a cidade, principalmente no basquete, quando montou uma grande equipe na década de 1980. Após seu rebaixamento, em 1967, desativou o departamento profissional e nunca mais retornou às disputas organizadas pela Federação Paulista de Futebol.

## Participações nos estaduais
- Campeonato Paulista - 6 vezes, em 1962, 1963, 1964, 1965, 1966 e 1967.
- Campeonato Paulista - Série A2 - 11 vezes, em 1948,1949, 1950, 1951, 1954, 1955, 1956, 1957, 1958, 1959 e 1961.

Na realidade a Prudentina apenas participou esportivamente do futebol, sua história esportiva está sim no Basquete feminino onde as lendas vivas Hortência e Paula brilharam, jogaram e são vanguarda do basquete feminino no Brasil.

## Títulos

### Estaduais
- Campeonato Paulista - Série A2: 1961.
- Campeonato Paulista - Série A3: 1960.

## Títulos no basquetebol
- Campeonato Paulista Feminino (1982, 1983)
- Campeonato Brasileiro Feminino (1984)
- Campeonato Sul-Americano de Clubes Feminino (1983, 1984)
- Copa William Jones-Campeonato Mundial de Clubes Feminino (1984)
- Jogos Abertos do Interior do Estado de São Paulo - Feminino (1983 e 1984)
- Jogos Regionais do Estado de São Paulo - Feminino (1982, 1983, 1984)
- Troféu Imprensa de Clubes Feminino (1983, 1984)